# قلعة أوهيكا
قلعة أوهيكا هو فندق يقع في لونغ آيلند في حي ويست هيلز.تم إدراج المبنى في 2004 ضمن السجل الوطني للأماكن التاريخية.